# Яжембовский, Эдмунд
Эдмунд Яжембовский (англ. Edmund Aleksander Jarzembowski, род. 17 сентября 1951) — британский палеоэнтомолог, крупный специалист по ископаемым насекомым, профессор. Один из создателей и руководителей Международного палеоэнтомологического общества (International Palaeoentomological Society). Описал несколько десятков новых для науки таксонов насекомых. В его честь названо более 20 новых видов животных.

## Биография
Родился 17 сентября 1951 года в Паддингтоне, Лондон, Англия. С 1963 по 1971 год он учился в гимназии Сент-Мэрилебон (St Marylebone Grammar School) в Лондоне. Его интерес к геологии и палеонтологии проявился в раннем возрасте, когда школьником он посещал строительные площадки и карьеры в Лондоне и Суррее и его окрестностях, изучая геологию и окаменелости. Он описывал и иллюстрировал эти визиты, с 1971 по 1974 год учился в Ноттингемском университете (факультет геологии), где получил диплом с отличием по геологии. Там он познакомился со своей будущей женой Бидди (J. Brigid Elizabeth Brenan), когда она изучала биологические науки в Лондонском университете, и они поженились в 1978 году. После университета он был принят на работу в Британский музей естественной истории в Лондоне (BMNH, ныне Музей естественной истории, NHMUK) в качестве ассистента, а затем научного сотрудника в отделе энтомологии, работая с Полом Уолли. Во время работы в BMNH (1974—1987) Эд подготовил и защитил докторскую диссертацию (Раннемеловые насекомые из южной Англии) в Университете Рединга (кафедра геологии) (где работал неполный рабочий день, 1981—1987), которая началась под руководством профессора Перса Аллена (Perce Allen, FRS).
Из BMNH Яжембовский переехал в Брайтон, чтобы стать главным хранителем (естественные науки) в Музее естественной истории Бута (1987—1992, Booth Museum of Natural History). Однако в 1992 году, стремясь сэкономить деньги, городской совет Брайтона был вынужден провести ряд сокращений бюджета, одним из которых был пост Эда в музее Бута, и Яжембовский был переведен на роль Главного офицера «Зеленой» полиции Брайтона (1992—1995, Principal Policy (‘Green’) Officer for Brighton), должность, которую он занимал до переезда в Мейдстон (Кент), в 1995 году, чтобы стать хранителем естественной истории в Мейдстонском музее (1995—2011, Maidstone Museum), таким образом завершив свой обзор раннего мела Южной Англии. Наконец, исследовательские проекты включали геологию классических палеонтологических (и археологических) памятников в соседнем Эйлсфорде (Aylesford), которые были датированы волстонским ледниковым периодом (MIS 8). Также были исследованы насекомые нижней формации Weald Clay на пляже Куден до предполагаемого строительства береговых оборонительных сооружений, работы по которым до сих пор не начаты.
На протяжении многих лет Яжембовский также преподавал в университетах Брайтона и Сассекса и даже в Кентском археологическом обществе, а также выступал в качестве консультанта по охране природы в Совете по охране природы (Nature Conservancy Council, ныне Natural England). Он был связан с сайтом по ископаемым насекомым Fossil Insects Network, финансируемой Европейским научным фондом с 1996 по 1999 год, который впервые позволил исследователям ископаемых насекомых собираться вместе, общаться и эффективно сотрудничать. В 2000 году он был почетным профессором Университета Сан-Паулу, Бразилия, в кампусе Рибейран-Прету, а также был научным консультантом, руководителем и экзаменатором в ряде университетов, включая университеты Брайтона, Бристоля, Гринвича, Париж и Рединг, а также был приглашенным научным сотрудником в Университете Рединга и приглашенным научным сотрудником в Музее сравнительной зоологии в Гарварде, где он встретил палеоэнтомолога профессора Фрэнка Карпентера и его ученика мирмеколога Эдварда Уилсона. Яжембовский также выступал с докладами на многочисленных международных конференциях на протяжении многих лет.
После выхода на пенсию в 2011 году после очередного раунда сокращения бюджета местного правительства он был назначен приглашенным профессором Нанкинского института геологии и палеонтологии Китайской академии наук, Нанкин (NIGPAS). Это оказалось для него прекрасной возможностью открыть меловые озера Азии после изучения рек и озер Уэлдена в Англии. Он периодически ездил в Нанкин, участвуя в полевых работах, преподавании и исследованиях, и, хотя пандемия сократила эти визиты, он продолжал переписываться со своими китайскими коллегами. Помимо того, что он является научным сотрудником (исследователем) в NHMUK (с 2013 года по настоящее время) и почётным научным сотрудником Leverhulme Emeritus Fellow (с 2018 года по настоящее время), он также является ментором в музее Мартелло в Сифорде (Seaford’s Martello Museum, Восточный Суссекс, Великобритания; с 1987 года по настоящее время) и секретарём Международного палеоэнтомологического общества (IPS) (2001- настоящее время).

## Труды
Опубликовал около 300 научных статей и монографий. Внёс вклад в палеонтологию, энтомологию, таксономию. Работал в трёх приоритетных областях в палеонтологии насекомых: ранние палеонаходки насекомых (девон-миссисипский период); пробел в летописи насекомых мелового периода; ревизия «третичных» насекомых, последние два из которых составили большую часть его исследований. Он описал более 100 новых для науки таксонов насекомых.
За 50 лет научных работ Яжембовский провёл обширные полевые исследования по всей Великобритании. Он также проводил полевые исследования с международными группами в Бразилии, Канаде, Китае, Доминиканской Республике, Франции, Германии, Ирландии, Ливане, Польше, Румынии, России, Южной Африке и Испании.
Яжембовскому удалось получить финансирование для ряда операционных проектов, проектов по сохранению дикой природы и геоохраны от различных финансирующих организаций (например, Фонд тысячелетия Великобритании — UK’s
Millennium Fund, Служба музеев — Area Museums Service, Агентство по охране окружающей среды — Environment
Agency, Британское экологическое общество), способствовавших капитальному ремонту исторического Мейдстонского музея (Maidstone Museum), где сэр Дэвид Аттенборо согласился председательствовать на открытии новых галерей естественной истории, геологии и палеонтологии. Он также заручился финансированием ряда международных научных совместных проектов, в том числе от Европейского научного фонда (ESF) для создания международной интернет-сети ископаемых насекомых; Международной программы геологической корреляции (IGCP) для развития международного геологического сотрудничества; и Королевского общества, которое способствовало изучению насекомых Пурбека и Велдена с палеоэнтомологами из бывшего Советского Союза и других стран, что привело к ряду важных публикаций.

## Признание
Работал в 35 советах, комитетах, правлениях и организациях на различных должностях, в том числе в таких как Ассоциация геологов (1987—1992, Geologists’ Association), а также в качестве руководителя полевых работ (1990—1992); Палеонтологическая ассоциация (1987—1994, Palaeontological Association), в том числе редактор полевых справочников Field Guides Editor (1993—1994); Группа третичных исследований (1984—1987, Tertiary Research Group); Европейский научный фонд в Страсбурге (European Science Foundation), где в качестве секретаря научной сети (1996—2000, Scientific Network Secretary) он помог заложить основы для создания Международного палеоэнтомологического общества (International Palaeoentomological Society), одним из основателей которого он был и где он занимал должность секретаря с момента его основания. в 2001 году. Он также участвовал в программе Дебретта «Кто есть кто» (Debrett’s Who’s Who) с 1991 года до выхода на пенсию в 2011 году.
В 2015 году Яжембовский получил «Премию дружбы Цзянсу» (Jiangsu Friendship Award) от китайской провинции Цзянсу (население которой составляет 85 миллионов человек, включая Нанкин). Это высшая награда народного правительства провинции Цзянсу для иностранных экспертов, присуждаемая в знак признания выдающегося вклада в экономический прогресс и социальное развитие провинции Цзянсу. Был принят в качестве члена нескольких профессиональных ассоциаций и учреждений.
- BSc, PhD, FGS, FRES
- Leverhulme Emeritus Fellow (2018)
- Scientific Associate (researcher) at The Natural History Museum London (NHMUK)
- Профессор Nanjing Institute of Geology and Palaeontology, Chinese Academy of Sciences (NIGPAS), Nanjing (2011)
- Секретарь Международного палеоэнтомологического общества (IPS) (2001)
- Почётный профессор Университета Сан-Паулу, Бразилия, в кампусе Рибейран-Прету (2000)
- Премия Jiangsu Friendship Award от китайской провинции Цзянсу (2015)

### Эпонимия
В его честь названо более 20 новых таксонов животных.
- Aeolothrips jarzembowskii Shmakov, 2014
- Archizelmira jarzembowskii Lukashevich, 2022[2]
- Awightipsocus jarzembowskii Azar, 2014
- Burmobittacus jarzembowskii Zhao, Bashkuev, Chen & Wang, 2017
- Burmocorynus jarzembowskii Legalov, 2020
- Helius edmundi Krzemiński, 2019
- Jarzembowskia edmundi Zherikhin & Gratshev, 1997
- Jarzembowskiaeschnidium polandi Fleck & Nel, 2003
- Jarzembowskiops caseyi Kirejtshuk, 2020
- Khutelia jarzembowskii Sukatsheva & Sinitshenkova, 2022[3]
- Komnixta jarzembowskii Szwedo, 2019
- Lepidomma jarzembowskii Li & Cai, 2020
- Montsecosphex jarzembowskii Rasnitsyn & Martínez-Delclòs, 2000[4]
- Narkeminopsis eddi Whalley, 1979
- Palaeoaphalara jarzembowskii Klimaszewski, 1993
- Paleonematus jarzembowskiis Nel, 2022[5]
- Paleopsychoda jarzembowskii Azar & Maksoud, 2022[6]
- Pristaulacus jarzembowskii Jouault & Nel, 2022[7]
- Pyrenicocephalus jarzembowskii Štys, 2010
- Rhabdomastix jarzembowskii Krzemiński, 2004
- Stavba jarzembowskii Li, Zhao, Gao, Wang & Xiao, 2020
- Transigryllus edmundi Gorochov & Coram, 2022
- Tytthobittacus jarzembowskii Kopeć, Soszyńska-Maj, Krzemiński & Coram, 2016
- Valdiscytina jarzembowskii Popov, 1993
- другие